# Pazifiksegler
Der Pazifiksegler (Apus pacificus) ist die größte Art der Gattung Apus in der Familie der Segler (Apodidae). Mit einer Rumpflänge von 17 bis 18 Zentimetern ist die Art ein wenig größer als der ähnliche, in Europa weit verbreitete und bekannte Mauersegler. Wie alle Segler jagen Pazifiksegler in der Luft nach Insekten oder Spinnentieren.
Der Pazifiksegler brütet im Osten Asiens. Die Populationen im Norden des Verbreitungsgebiets sind Langstreckenzieher und überwintern in Südostasien und Australien. Die weiter südlich brütenden Vögel ziehen nur kürzere Strecken oder sind teilweise Standvögel.

## Beschreibung
Wie die Mauersegler haben Pazifiksegler einen schlanken Rumpf und lange, sichelförmige Flügel. Diese sind ein klein wenig länger als die des Mauerseglers, und obwohl die Flügelform gleich ist, wirkt der Pazifiksegler „schnittiger“. Der Kopf ist etwas größer und deutlicher vom Rumpf abgesetzt als beim Mauersegler, die Verjüngung des Rumpfes ist geringer.
Das Gefieder ist vorwiegend dunkel schwarzbraun. Der Kehlfleck ist groß und dreieckig, hebt sich aber nicht sehr stark von der Unterseite ab, besonders nicht im abgetragenen Gefiederzustand. Die schwarzen Federn der Unterseite weisen breite, weiße Federsäume auf, wodurch diese Körperpartie ein geschupptes Aussehen erhält. Auffallend ist der weiße Bürzel, der sich deutlich vom übrigen Gefieder abhebt und sich ein wenig an den Flanken fortsetzt, so dass die Weißfärbung auch von der Seite zu erkennen ist. Der Schwanz ist tief gegabelt und sehr dicht befiedert, der äußere Rand der Gabel wirkt breiter als bei anderen Seglern mit Schwanzgabelung.
Beide Geschlechter sehen gleich aus, Jungvögel unterscheiden sich kaum von jungen Altvögeln, haben nur etwas Weiß an den Arm- und inneren Handschwingen.
Der typische Ruf ist ähnlich dem des Mauerseglers, aber weicher und weniger pfeifend und klingt wie srieh.

## Unterscheidung ähnlicher Arten
Der weiße Bürzel und die stark gekennzeichnete Unterseite sind die wichtigsten Merkmale zur Unterscheidung.
Innerhalb seines Verbreitungsgebiets kann der Pazifiksegler einfach von allen anderen normal gefärbten Seglern unterschieden werden, denn alle anderen mit weißem Bürzel unterscheiden sich hier in Gestalt und Größe deutlich. Am nächsten kommt der Weißbürzelsegler, dessen Verbreitungsgebiet sich aber nicht mit dem des Pazifikseglers überschneidet. Der Weißbürzelsegler ist schlanker, der Schwanz läuft im Gegensatz zum Pazifiksegler im geschlossenen Zustand spitz zu und im gegabelten Zustand zeigt er nur schmale Ränder.
Auch in Europa ist die Identifikation eines Irrgasts des Pazifikseglers nicht immer einfach. Eine Unterscheidung teilalbinotischer Individuen der großen Arten der Gattung Apus kann schwierig sein und eine genaue Betrachtung der Unterseite erfordern, da beispielsweise teilalbinotische Mauersegler einen weißen Bürzel ähnlich dem des Pazifikseglers aufweisen können.

## Verbreitung und Wanderungen

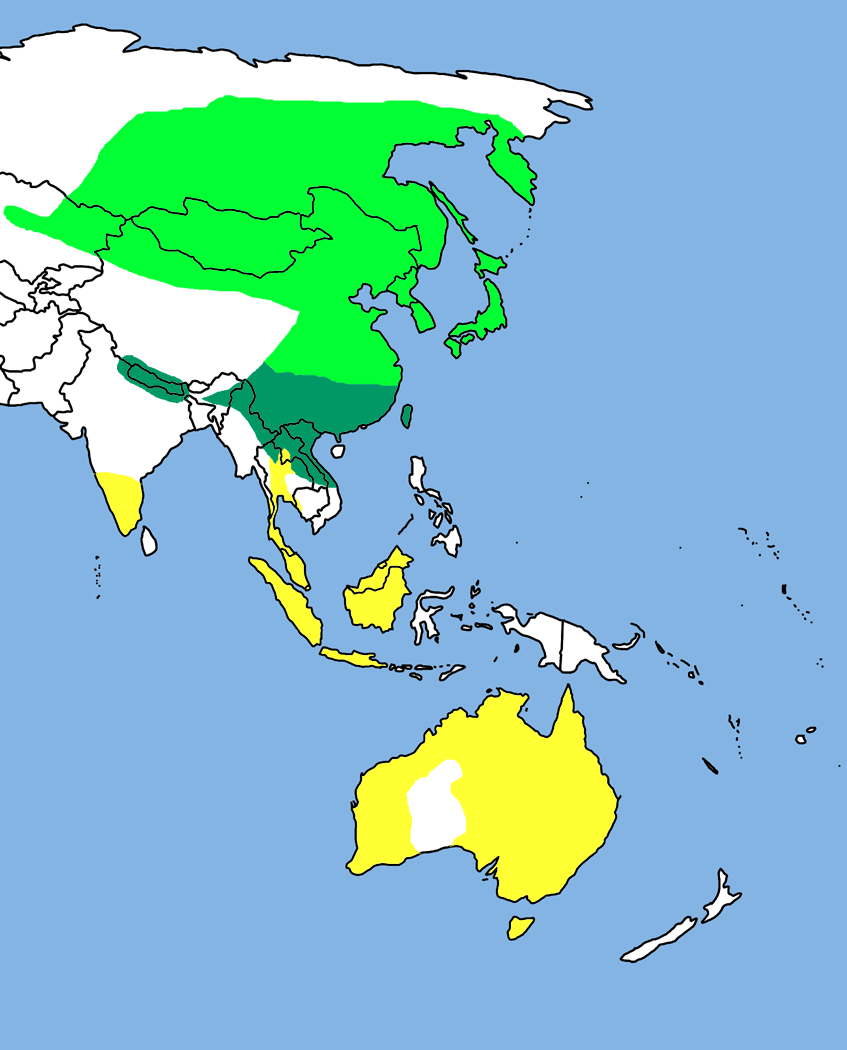
Verbreitungsgebiet des Pazifikseglers: hellgrün = Brutgebiet, dunkelgrün = Standvogel, gelb = Winterquartier

Im Osten der Paläarktis erstreckt sich das Brutgebiet im Norden von Sibirien bis Kamtschatka und Japan, im Süden bis Annam, Vietnam, Thailand und Burma. Auch auf den Inseln Taiwan, Hainan und Lan Yu brütet der Pazifiksegler, außerdem vermutlich in der philippinischen Provinz Batanes. Eine geographisch isolierte Population brütet zudem in den Ausläufern des Himalaya und den Hügeln von Assam.
Das Vorkommen von drei verschiedenen Unterarten mit unterschiedlichem Zugverhalten in Teilen Südostasiens erschwert die Bestimmung des Zeitpunkts der Wanderungen und des genauen Orts der Winterquartiere. Die Nominatform ist ein Langstreckenzieher, der in Ostasien brütet und in Indonesien, Melanesien und Australien überwintert. Dabei verlassen die Populationen Sibiriens von August bis Mitte September das Brutgebiet und kehren im Mai zurück. Das Zugverhalten der isolierten Populationen der Unterart A. p. leuconyx in den Ausläufern des Himalaya und den Hügeln von Assam wird bislang wenig verstanden, die beste Deutung ist möglicherweise Klassifizierung als Standvogel mit der Neigung zu weiten Wanderbewegungen über den gesamten indischen Subkontinent. Die in Taiwan und im Südosten Tibets brütende Unterart A. p. kanoi ist ein Kurzstreckenzieher, der bei Überwinterung auf den Philippinen, in Indonesien und Malaysia beobachtet wurde. Die weiter südlich brütende Unterart A. p. cooki ist Standvogel.

## Lebensraum
Wie auch der Mauersegler kommt der Pazifiksegler in einer großen Bandbreite geografischer und klimatischer Zonen vor, sowohl in Gebieten mit kontinentalem als auch solchen mit maritimem Klima, von der borealen Zone im Norden bis in die Tropen im Süden, sowohl im Tiefland als auch in großen Höhen. Im Sommer findet man ihn auf einer Höhe von 3800 Metern in Nepal, bei der Nahrungssuche wurde er schon auf Höhen über 4000 Metern gesehen. Regelmäßig wird er in der Nähe menschlicher Siedlungen beobachtet. Die Winterquartiere liegen hauptsächlich in tieferen Lagen.

## Fortpflanzung

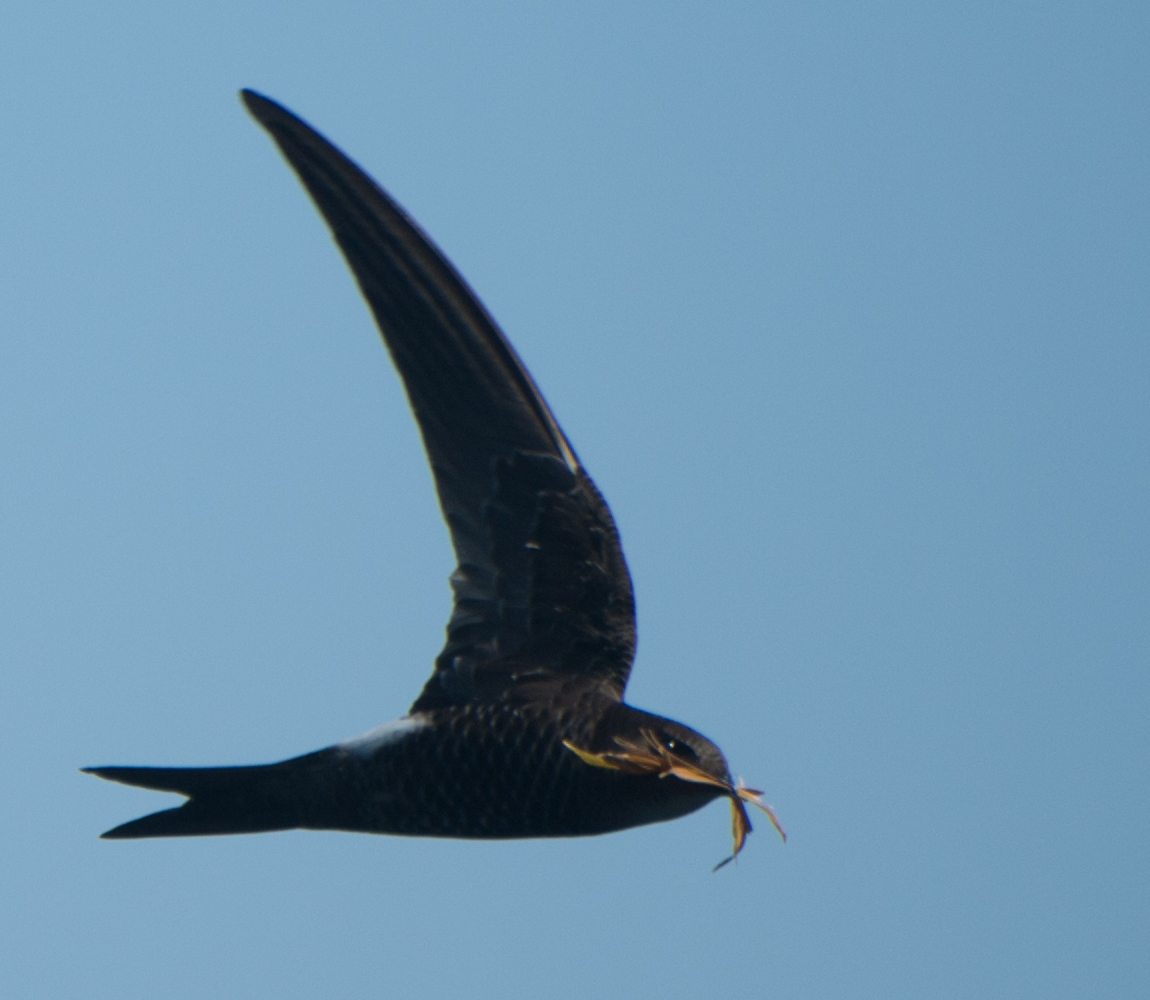
Im japanischen Brutgebiet mit Nistmaterial

Beginn und Ende der Brutzeit unterscheiden sich innerhalb des Verbreitungsgebiets, die früheste Zeitspanne wurde in Langtang in Nepal festgestellt und reicht von März bis Mai; in Japan wurden brütende Vögel zwischen Juni und August beobachtet, was den spätesten dokumentierten Brutzeitraum darstellt.
Der Pazifiksegler ist ein Koloniebrüter. Das Nest hat die Form einer Halbkugel, Gras und anderes pflanzliches Material wird gesammelt und mit Speichel verklebt. Neststandorte finden sich sowohl in Nischen in Fels- und Gebirgsflanken als auch an Gebäuden unter Dachüberständen. Das Nistmaterial wird im Flug und am Boden gesammelt. In Nepal wurde die Verwendung von Nestmaterial der Nepalschwalbe (Delichon nipalensis) beobachtet.
Das Gelege besteht aus ein bis drei Eiern, die bei der Nominatform 24,0–27,5 × 16–17 Millimeter messen; die der Unterart A. p. leuconyx sind deutlich kleiner. Die Bebrütungsdauer beträgt 17, die Nestlingszeit ungefähr 40 Tage. Beide Geschlechter beteiligen sich zu gleichen Teilen am Brutgeschäft. Am Gelben Meer, wo die Bedingungen sicherlich sehr günstig sind, schlüpften aus ungefähr 74 Prozent der gelegten Eier Junge, die Ausfliegerate lag bei 64 Prozent, es ergibt sich damit pro Jahr ein Durchschnitt von 1,24 ausgeflogenen Jungvögeln pro Brutpaar.

## Verhalten
Die geselligen Pazifiksegler neigen dazu, sich in höheren Luftschichten als die meisten anderen sympatrischen Seglerarten aufzuhalten. Dies trifft besonders im Winter zu, wenn die Pazifiksegler nur bei lang andauerndem schlechtem Wetter in niedrigeren Höhen anzutreffen sind. Diese oberen Luftschichten teilen sie mit einigen Arten der Gattung Hirundapus, mit denen der Pazifiksegler auch während des Zuges oft gemeinsam beobachtet wird. Weitere in ähnlich großen Höhen jagende Segler sind der Malaiensegler sowie mit Einschränkungen der Silberbürzelsegler. In Malaysia wurden als durchschnittliche Flughöhe des Pazifikseglers über bewaldetem Gebiet 185 Meter ermittelt.
Der Pazifiksegler ist in Gegenden, in denen er mit dem Mauersegler sympatrisch vorkommt – wie beispielsweise in Sibirien – wesentlich länger als dieser während der Dämmerung auf Nahrungssuche, gelegentlich bis Mitternacht.

## Bestand
Die Größe des Verbreitungsgebiets wird auf 10 Millionen Quadratkilometer geschätzt, für den weltweiten Bestand und Bestandstrend existieren keine Angaben, es gibt aber Anzeichen einer Bestandszunahme.
Im Brutgebiet ist der Pazifiksegler recht häufig, aber es gibt wenig detaillierte Daten. In einer einzigen großen Kolonie auf einer Insel im Gelben Meer wurde im Jahr 1985 nach der Brutzeit ein Höchstwert von 8000 Individuen festgestellt.

## Systematik
Der Pazifiksegler bildet mit dem Glanzrückensegler eine Superspezies innerhalb der Gattung Apus. David Lack betrachtete 1956 diese beiden Arten sogar als konspezifisch, ist aber mit dieser Sichtweise alleine.
Für den Pazifiksegler werden vier Unterarten unterschieden:
- A. p. pacificus (Latham, 1801): Die Nominatform brütet im nördlichen Teil des Verbreitungsgebiets, ihr Vorkommen während des Zuges in den Verbreitungsgebieten anderer Unterarten macht deren Identifikation schwierig. Das Aussehen entspricht der obigen Beschreibung, die Variationen im recht großen Verbreitungsgebiet sind gering.
- A. p. kanoi (Yamashina, 1942): Diese Unterart kommt in Taiwan westlich bis in den Südosten Tibets vor, sie ist schwärzlicher als die Nominatform, der Kehlfleck und der Bereich der weißen Färbung des Bürzels sind kleiner. Die schuppige Struktur der Unterseite ist manchmal weniger auffällig, die Schwanzgabelung ist weniger tief. Die Größe entspricht in etwa der Nominatform.
- A. p. leuconyx (Blyth, 1845): In den Ausläufern des Himalaya und den Hügeln von Assam findet sich diese vom Verbreitungsgebiet der anderen isoliert vorkommende Unterart. In der Gefiederfärbung unterscheidet sich A. p. leuconyx nicht wesentlich, allerdings ist er signifikant kleiner.
- A. p. cooki  (Harington, 1913): Diese Unterart findet sich in Südostasien südlich des Verbreitungsgebiets von A. p. kanoi. Die Rasse weist den schmalsten Rumpf auf. Der Kehlfleck und der weiße Bürzel heben sich am deutlichsten ab. A. p. cooki ist ein wenig kleiner als die Nominatform.